# Antoine François Blondeau du Fays
Pour les articles homonymes, voir Blondeau et Fays.
Antoine François Raymond Blondeau du Fays, né le 7 janvier 1747 à Baume-les-Dames, mort le 8 mai 1826 à Clerval (Doubs), est un général français de la Révolution et de l’Empire.

## États de service
Il entre en service le 7 janvier 1767, comme volontaire dans la légion de Saint-Domingue, il y devient sous-lieutenant le 16 avril 1769, et lieutenant le 18 août 1772, au régiment du cap. Le 1er janvier 1779, il monte comme volontaire à bord du vaisseau « la Bretagne », faisant partie de l’escadre du comte d’Orvilliers, et il passe le 10 octobre suivant dans le corps des volontaires d’Afrique, où il obtient le grade de capitaine le 20 juin 1783. Il est admis à la retraite le 31 octobre 1786, et le 8 avril 1791, il est fait chevalier de Saint-Louis.
Il reprend du service le 2 octobre 1791, avec son grade, dans le 2e bataillon de volontaires du Doubs, et il fait les campagnes de 1792 et 1793 à l’armée de la Moselle. Il est promu général de brigade d’infanterie le 25 septembre 1793, et immédiatement envoyé à l’armée du Rhin, où il se fait remarquer à l’attaque des lignes de Wissembourg. 
Commandant du département du Mont-Terrible, il est destitué le 17 avril 1794, par le représentant du peuple Lacoste, pour avoir un frère émigré. 
Dans une lettre du général en chef de l'armée du Nord Jean-Charles Pichegru adressée au représentant en mission Antoine Lémane le 6 prairial an 2 ( 25 mai 1794) il est écrit " Citoyen représentant, J'ai reçu avec ta lettre du 29 du mois dernier celle du général Blondeau qui t'annonce sa suspension et son arrestation de la part de ton collègue Lacoste, ce qui me surprend d'autant plus que ce général avait reçu de Hoche et de ce représentant des attestations les plus avantageuses au moment où il quitta l'armée de la Moselle pour raison de santé ; je ferai avec plaisir des démarches auprès du comité de Salut public pour la réhabilitation de ce brave officier [...] Il est porteur des meilleures attestations sur son civisme, son intelligence et sa bravoure, je suis prêt à les lui renouveler [...] J'apprendrais avec le plus grand intérêt sa réhabilitation, surtout si elle me procurait l'avantage de l'avoir pour coopérateur à l'armée du Nord, Persuadé qu'il peut concourir efficacement aux succès de la République. Salut et fraternité, Pichegru". 
Il est réintégré le 5 juin 1794, à l’armée du Nord, et le 13 février 1795, il est mis en congé de réforme, après la conquête de la Hollande. 
Remis en activité le 20 juin 1803, il est mis à la disposition du commandant en chef de l’armée d’Italie, pour être employé dans un poste de commandant d’armes. Il est fait chevalier de la Légion d’honneur le 16 octobre 1803, et officier de l’ordre le 14 juin 1804. Affecté à Legnago dans le duché de Mantoue, il quitte cette place le 2 novembre 1805, pour se rendre dans celle de Brescia. Il est admis à la retraite le 7 mars 1806, et il est créé chevalier de l’Empire le 1er avril 1809.
Il meurt le 8 mai 1826, à Clerval.

## Armoiries
| Armoiries | Nom du chevalier et blasonnement |
| --------- | --- |
|           | Chevalier Antoine François Raymond Blondeau du Fays et de l'Empire, lettres patentes du 1er avril 1809. D'azur, à une fasce de gueules au signe des chevaliers légionnaires, accompagné en chef d'une étoile d'argent et en pointe d'un chevron abaissé d'or, accompagné de deux croissants d'argent - Livrées : les couleurs de l'écu. |

## Sources
- http://thierry.pouliquen.free.fr/Generaux/gnxB.htm
- http://www.napoleon-series.org/research/frenchgenerals/c_frenchgenerals6.html
- Georges Six, Dictionnaire biographique des généraux & amiraux français de la Révolution et de l'Empire (1792-1814), (page 109)
- Vicomte Révérend, Armorial du premier empire, tome 1, Honoré Champion, libraire, Paris, 1897, p. 101.
- A. Lievyns, Jean Maurice Verdot, Pierre Bégat, Fastes de la Légion-d'honneur, biographie de tous les décorés accompagnée de l'histoire législative et réglementaire de l'ordre, Tome 1, Bureau de l’administration, 1842, 640 p. (lire en ligne), p. 581